# Neuroblaste
Les neuroblastes  ou cellule nerveuse primitive  sont les cellules souches nerveuses qui à la suite de leur différenciation, vont donner les cellules nerveuses du système nerveux central et périphérique.
Chez les vertébrés, un neuroblaste est une cellule post-mitotique et qui se développera en neurone après une phase de migration. Les neuroblastes des vertébrés se différencient des cellules gliales radiales et sont destinés à devenir des neurones. Les cellules souches neurales, qui ne se divisent que de manière symétrique pour produire d'autres cellules souches neurales, se transformant progressivement en cellules gliales radiales. Les cellules gliales radiales, également appelées cellules progénitrices gliales radiales, se divisent de manière asymétrique pour produire un neuroblaste et une autre cellule gliale radiale qui réintègrera le cycle cellulaire,.
Chez les invertébrés comme la drosophile, les neuroblastes sont des cellules progénitrices neurales qui se divisent de manière asymétrique pour produire un neuroblaste et une cellule fille de pouvoir de différentiation variable selon le type de neuroblaste. 
Cette mitose se produit dans le neuroépithélium germinal (ou zone germinale), lorsqu'une cellule gliale radiale se divise pour produire le neuroblaste. Le neuroblaste se détache de l'épithélium et migre tandis que la cellule progénitrice gliale radiale produite reste dans l'épithélium luminal. La cellule qui migre ne se divisera plus, c'est ce qu'on appelle l'anniversaire du neurone. Les cellules dont l'anniversaire est le plus précoce ne migreront que sur une courte distance. Les cellules dont l'anniversaire est plus tardif migreront davantage vers les régions plus externes du cortex cérébral. Les positions qu'occupent les cellules migrantes détermineront leur différenciation neuronale. 

### Ouvrage
: document utilisé comme source pour la rédaction de cet article.
- Dale Purves, George J. Augustine, David Fitzpatrick, William C. Hall, Anthony-Samuel LaMantia, James O. McNamara et S. Mark Williams, Neurosciences, Bruxelles, De Boeck Université, coll. « Neurosciences & Cognition », 2018, 6e éd., 811 p. (ISBN 978-2-8073-1492-4, lire en ligne).